# Marjeta Ciglenečki
Marjeta Ciglenečki (r. Zorman), slovenska umetnostna zgodovinarka, * 18. maj 1954, Ljubljana.

## Življenje in delo
Diplomirala je leta 1979 iz umetnostne zgodovine na ljubljanski Filozofski fakulteti in prav tam 1997 tudi doktorirala. Leta 1978 se je zaposlila kot kustosinja v Pokrajinskem muzeju na Ptuju in bila v letih 1997−2000 tudi direktorica tega muzeja. Leta 2001 je bila izvoljena za docentko na mariborski Pedagoški fakulteti. Kot raziskovalka se je posvetila raziskovanju umetnostne ustvarjalnosti na Štajerskem, posebej zgodovini Ptuja in njegovih spomenikov in plemiški bivalni kulturi.
Za Gojkom Zupanom je bila predsednica Slovenskega umetnostnozgodovinskega društva.

## Nagrade in priznanja
- 1993: Valvasorjevo priznanje za razstavo Srečanje z Jutrovim na ptujskem gradu (april 1992 – januar 1993)[3]
- 2013: Priznanje Izidorja Cankarja za organizacijo in izvedbo mednarodnega projekta Umetnost okrog 1400 (kot del ekipe)